# Joaquín López-Dóriga y Ruiz de la Escalera
Joaquín López-Dóriga y Ruiz de la Escalera (Madrid, 1848 - París, 6 de juny de 1911) fou un advocat, banquer i polític espanyol, diputat a les Corts Espanyoles durant la restauració borbònica

## Biografia
Treballà com a conseller del Banc d'Espanya i de la Companyia Arrendatària de Tabacs, i fou amic de Carlos O'Donnell y Abreu, duc de Tetuán. Fou elegit diputat del Partit Conservador pels districtes de Villadiego i Burgos a les eleccions generals espanyoles de 1876, 1879, 1881, 1884, 1886, i 1891, i pel de Nules a les eleccions generals espanyoles de 1896, però el juny de 1897 va dimitir quan fou nomenat senador vitalici.